# Gmina Lututów
Die Gmina Lututów ist eine Stadt-und-Land-Gemeinde im Powiat Wieruszowski der Woiwodschaft Łódź in Polen. Ihr Sitz ist die gleichnamige Stadt (deutsch Lututow) mit etwa 3000 Einwohnern.
Zum 1. Januar 2020 erhielt Lututów die 1870 entzogenen Stadtrechte zurück.

## Gliederung
Zur Stadt-und-Land-Gemeinde (gmina miejsko-wiejska) Lututów mit einer Fläche von 75,1 km²
gehören neben der Stadt selbst 18 Dörfer mit einem Schulzenamt (sołectwo)
Lututów (1943–1945 Landstätt)
Augustynów (1943–1945 Gustau)
Chojny (1943–1945 Tannreis)
Dobrosław (1943–1945 Ehrenhau)
Dobrosław-Kolonia
Dymki (1943–1945 Rauchtal)
Huta
Jeżopole
Kluski
Kłoniczki
Kopaniny
Kozub
Łęki (1943–1945 Krummfeld)
Niemojew
Ostrycharze
Piaski
Popielina (1943–1945 Rußfeld)
Swoboda (1943–1945 Freiland)
Świątkowice
Weitere Ortschaften der Gemeinde sind die Kolonien Hipolity, Kłoniczki und Knapy sowie der Weiler Kozub.